# Pornofil'my
I Pornofil'my (in russo Порнофи́льмы?; lett. "film porno") sono un gruppo musicale punk rock russo formatosi a Dubna, nell'oblast' di Mosca, nel 2008.

## Formazione

### Formazione attuale
- Vladimir Kotljarov — voce (2008—presente)
- Kirill Murav'ëv — batteria (2013—presente)
- Aleksandr Rusakov — chitarra, cori (2016—presente) (anche manager/direttore del gruppo dal 2015)
- Aleksandr Agafonov — basso (2017—presente)
- Igor' Rybin — chitarra (2023—presente)

### Ex membri
- Aleksej Nilov — batteria (2008—2013)
- Dmitrij Kuznecov — basso, cori (2008—2016)
- Vjačeslav Seleznëv — chitarra, cori (2008—2023)
- Valentin Berezin — chitarra (2023-2023)

## Discografia

### Album in studio
- 2010 – Klej!
- 2012 – Skučnaja žisn'
- 2013 – Karma rabočich
- 2013 – Niščaja strana
- 2014 – Molodost' i park-rok
- 2015 – Russkaja mečta. Čast' I
- 2016 – Russkaja mečta. Čast' II
- 2017 – V diapazone meždu otčajaniem i nadeždoj
- 2020 – Ėto projdët

### Mini-LP
- 2011 – Ty v moej sekte
- 2012 – Iskusstvo
- 2012 – Sko'ko vzorvëtsja bomb?
- 2012 – Na vsech ėkranach strany
- 2014 – Belye chlop'ja
- 2015 – Soprotivlenie
- 2016 – Kak v poslednij raz

### Singoli
- 2014 – Proplačennaja pesnja
- 2015 – Naši Imena (feat. Lumen)
- 2018 – Ja tak bojuc'
- 2019 – Ritualy
- 2020 – Pečal' (feat. BaseFase)